# НХЛ у сезоні 1980—1981
НХЛ у сезоні 1980/1981 — 64-й регулярний чемпіонат НХЛ. Сезон стартував 9 жовтня 1980. Закінчився фінальним матчем Кубка Стенлі 21 травня 1981 між Нью-Йорк Айлендерс та Міннесота Норт-Старс перемогою «Айлендерс» 5:1 в матчі та 4:2 в серії. Це друга перемога в Кубку Стенлі «Айлендерс».

## Драфт НХЛ
18-ий драфт НХЛ. У 10-х раундах було обрано 210 хокеїстів. Першим номером драфту став Дуг Вікенгайзер, якого обрав клуб «Монреаль Канадієнс».

## Огляд
Перед початком сезону клуб Атланта Флеймс змінив прописку на Калгарі та отримав назву Калгарі Флеймс.
Другий сезон поспіль найбільш помітним гравцем є Вейн Грецкі з Едмонтон Ойлерс, який зіграв вісімдесят матчів та набрав 164 очка (55 + 109), став володарем пам'ятного трофею Гарта вдруге, а також став найціннішим гравцем ліги. 
Майк Боссі став другим гравцем в історії НХЛ, що закидав щоматчу шайбу в п'ятдесяти матчах поспіль.
Нью-Йорк Айлендерс виграв регулярний чемпіонат набравши 110 очок, друге місце посів Сент-Луїс Блюз — 107 очок.

## Підсумкові турнірні таблиці
| Конференція Принца Уельського |    |    |    |    |     |     |     |
| Дивізіон Адамса               |    |    |    |    |     |     |     |
| Команда                       | І  | В  | П  | Н  | ШЗ  | ШП  | О   |
| Баффало Сейбрс                | 80 | 39 | 20 | 21 | 327 | 250 | 99  |
| Бостон Брюїнс                 | 80 | 37 | 30 | 13 | 316 | 272 | 87  |
| Міннесота Норт-Старс          | 80 | 35 | 28 | 17 | 291 | 263 | 87  |
| Квебек Нордікс                | 80 | 30 | 32 | 18 | 314 | 318 | 78  |
| Торонто Мейпл-Ліфс            | 80 | 28 | 37 | 15 | 322 | 367 | 71  |
| Дивізіон Норріса              |    |    |    |    |     |     |     |
| Команда                       | І  | В  | П  | Н  | ШЗ  | ШП  | О   |
| Монреаль Канадієнс            | 80 | 45 | 22 | 13 | 332 | 232 | 103 |
| Лос-Анджелес Кінгс            | 80 | 43 | 24 | 13 | 337 | 290 | 99  |
| Піттсбург Пінгвінс            | 80 | 21 | 41 | 18 | 302 | 345 | 73  |
| Гартфорд Вейлерс              | 80 | 21 | 41 | 18 | 292 | 372 | 60  |
| Детройт Ред-Вінгс             | 80 | 19 | 43 | 18 | 252 | 339 | 56  |

| Конференція Кларенса Кемпбела |    |    |    |    |     |     |     |
| Дивізіон Патрик               |    |    |    |    |     |     |     |
| Команда                       | І  | В  | П  | Н  | ШЗ  | ШП  | О   |
| Нью-Йорк Айлендерс            | 80 | 48 | 18 | 14 | 355 | 260 | 110 |
| Філадельфія Флайєрс           | 80 | 41 | 24 | 15 | 313 | 249 | 97  |
| Калгарі Флеймс                | 80 | 39 | 27 | 14 | 329 | 298 | 92  |
| Нью-Йорк Рейнджерс            | 80 | 30 | 36 | 14 | 312 | 317 | 74  |
| Вашингтон Кепіталс            | 80 | 26 | 36 | 18 | 286 | 317 | 70  |
| Дивізіон Смайт                |    |    |    |    |     |     |     |
| Команда                       | І  | В  | П  | Н  | ШЗ  | ШП  | О   |
| Сент-Луїс Блюз                | 80 | 45 | 18 | 17 | 352 | 281 | 107 |
| Чикаго Блек Гокс              | 80 | 31 | 33 | 16 | 304 | 315 | 78  |
| Ванкувер Канакс               | 80 | 28 | 32 | 20 | 289 | 301 | 76  |
| Едмонтон Ойлерс               | 80 | 29 | 35 | 16 | 328 | 327 | 74  |
| Колорадо Рокіз                | 80 | 22 | 45 | 13 | 258 | 344 | 57  |
| Вінніпег Джетс                | 80 | 9  | 57 | 14 | 246 | 400 | 32  |

## Матч усіх зірок НХЛ
33-й матч усіх зірок НХЛ пройшов 10 лютого 1981 року в Інґлвуді: Кемпбел — Уельс 4:1 (2:0, 1:0, 1:1).

## Найкращі бомбардири
| Гравець        | Команда            | І  | Г  | П   | О   | ШХ  |
| -------------- | ------------------ | -- | -- | --- | --- | --- |
| Вейн Грецкі    | Едмонтон Ойлерс    | 80 | 55 | 109 | 164 | 28  |
| Марсель Діонн  | Лос-Анджелес Кінгс | 80 | 58 | 77  | 135 | 70  |
| Кент Нільссон  | Калгарі Флеймс     | 80 | 49 | 82  | 131 | 26  |
| Майк Боссі     | Нью-Йорк Айлендерс | 79 | 68 | 51  | 119 | 32  |
| Дейв Тейлор    | Лос-Анджелес Кінгс | 72 | 47 | 65  | 112 | 130 |
| Петер Штястний | Квебек Нордікс     | 77 | 39 | 70  | 109 | 37  |
| Чарлі Сіммер   | Лос-Анджелес Кінгс | 65 | 56 | 49  | 105 | 62  |
| Майк Роджерс   | Гартфорд Вейлерс   | 80 | 40 | 65  | 105 | 32  |
| Берні Федерко  | Сент-Луїс Блюз     | 78 | 31 | 73  | 104 | 47  |
| Жак Рішар      | Квебек Нордікс     | 78 | 52 | 51  | 103 | 39  |
| Рік Міддлтон   | Бостон Брюїнс      | 80 | 44 | 59  | 103 | 16  |
| Браян Троттьє  | Нью-Йорк Айлендерс | 73 | 31 | 72  | 103 | 74  |

## Плей-оф
|  | 1/8 фіналу | 1/8 фіналу                            | 1/8 фіналу    |   |          | Чвертьфінали | Чвертьфінали  | Чвертьфінали |                    |                    | Півфінали           | Півфінали           | Півфінали           |  |  | Фінал Кубка Стенлі | Фінал Кубка Стенлі | Фінал Кубка Стенлі |
|  |            |                                       |               |   |          |              |               |              |                    |                    |                     |                     |                     |  |  |                    |                    |                    |
|  | 1          | Н-Й Айлендерс                         | 3             |   |          | 1            | Н-Й Айлендерс | 4            |                    |                    |                     |                     |                     |  |  |                    |                    |                    |
|  | 8          | Торонто                               | 0             |   |          | 8            | Едмонтон      | 2            |                    |                    |                     |                     |                     |  |  |                    |                    |                    |
|  |            |                                       |               |   |          |              |               |              |                    |                    |                     |                     |                     |  |  |                    |                    |                    |
|  | 2          | Сент-Луїс                             | 3             |   |          |              |               |              | Східна конференція | Східна конференція | Східна конференція  | Східна конференція  | Східна конференція  |  |  |                    |                    |                    |
|  | 2          | Сент-Луїс                             | 3             |   |          |              |               |              | Східна конференція | Східна конференція | Східна конференція  | Східна конференція  | Східна конференція  |  |  |                    |                    |                    |
|  | 7          | Піттсбург                             | 2             |   |          |              |               |              |                    |                    |                     |                     |                     |  |  |                    |                    |                    |
|  | 7          | Піттсбург                             | 2             |   |          |              |               |              |                    | 1                  | Н-Й Айлендерс       | 4                   |                     |  |  |                    |                    |                    |
|  |            |                                       |               |   |          |              |               |              |                    | 1                  | Н-Й Айлендерс       | 4                   |                     |  |  |                    |                    |                    |
|  |            | 4                                     | Н-Й Рейнджерс | 0 |          |              |               |              |                    |                    |                     |                     |                     |  |  |                    |                    |                    |
|  | 3          | 4                                     | Н-Й Рейнджерс | 0 | Монреаль | 0            |               |              |                    |                    |                     |                     |                     |  |  |                    |                    |                    |
|  | 3          |                                       |               |   | Монреаль | 0            |               |              |                    |                    |                     |                     |                     |  |  |                    |                    |                    |
|  | 6          | Едмонтон                              | 3             |   |          |              |               |              |                    |                    |                     |                     |                     |  |  |                    |                    |                    |
|  | 6          | Едмонтон                              | 3             |   |          |              |               |              |                    |                    |                     |                     |                     |  |  |                    |                    |                    |
|  |            |                                       |               |   |          |              |               |              |                    |                    |                     |                     |                     |  |  |                    |                    |                    |
|  |            |                                       |               |   |          |              |               |              |                    |                    |                     |                     |                     |  |  |                    |                    |                    |
|  | 4          | Лос-Анджелес                          | 1             |   | 2        | Сент-Луїс    | 2             |              |                    |                    |                     |                     |                     |  |  |                    |                    |                    |
|  | 4          | Лос-Анджелес                          | 1             |   | 2        | Сент-Луїс    | 2             |              |                    |                    |                     |                     |                     |  |  |                    |                    |                    |
|  | 5          | Н-Й Рейнджерс                         | 3             |   |          | 7            | Н-Й Рейнджерс | 4            |                    |                    |                     |                     |                     |  |  |                    |                    |                    |
|  | 5          | Н-Й Рейнджерс                         | 3             |   |          |              |               |              |                    | 1                  | Н-Й Айлендерс       | 4                   |                     |  |  |                    |                    |                    |
|  |            | (Пари пересіяні після першого раунду) |               |   |          |              |               |              |                    | 1                  | Н-Й Айлендерс       | 4                   |                     |  |  |                    |                    |                    |
|  |            | 3                                     | Міннесота     | 1 |          |              |               |              |                    |                    |                     |                     |                     |  |  |                    |                    |                    |
|  | 1          | 3                                     | Міннесота     | 1 | Баффало  | 3            |               |              | 3                  | Баффало            | 1                   |                     |                     |  |  |                    |                    |                    |
|  | 1          |                                       |               |   | Баффало  | 3            |               |              | 3                  | Баффало            | 1                   |                     |                     |  |  |                    |                    |                    |
|  | 8          | Ванкувер                              | 0             |   |          | 6            | Міннесота     | 4            |                    |                    |                     |                     |                     |  |  |                    |                    |                    |
|  | 8          | Ванкувер                              | 0             |   |          | 6            | Міннесота     | 4            |                    |                    |                     |                     |                     |  |  |                    |                    |                    |
|  |            |                                       |               |   |          |              |               |              |                    |                    |                     |                     |                     |  |  |                    |                    |                    |
|  | 2          | Філадельфія                           | 3             |   |          |              |               |              |                    |                    |                     |                     |                     |  |  |                    |                    |                    |
|  | 2          | Філадельфія                           | 3             |   |          |              |               |              |                    |                    |                     |                     |                     |  |  |                    |                    |                    |
|  | 7          | Квебек                                | 2             |   |          |              |               |              |                    |                    |                     |                     |                     |  |  |                    |                    |                    |
|  | 7          | Квебек                                | 2             |   |          |              |               |              | 2                  | Калгарі            | 2                   |                     |                     |  |  |                    |                    |                    |
|  |            |                                       |               |   |          |              |               |              | 2                  | Калгарі            | 2                   |                     |                     |  |  |                    |                    |                    |
|  |            | 3                                     | Міннесота     | 4 |          |              |               |              |                    |                    |                     |                     |                     |  |  |                    |                    |                    |
|  | 3          | 3                                     | Міннесота     | 4 | Калгарі  | 3            |               |              |                    |                    |                     |                     |                     |  |  |                    |                    |                    |
|  | 3          |                                       |               |   | Калгарі  | 3            |               |              |                    |                    |                     |                     |                     |  |  |                    |                    |                    |
|  | 6          | Чикаго                                | 0             |   |          |              |               |              |                    |                    | Західна конференція | Західна конференція | Західна конференція |  |  |                    |                    |                    |
|  | 6          | Чикаго                                | 0             |   |          |              |               |              |                    |                    | Західна конференція | Західна конференція | Західна конференція |  |  |                    |                    |                    |
|  |            |                                       |               |   |          |              |               |              |                    |                    |                     |                     |                     |  |  |                    |                    |                    |
|  | 4          | Бостон                                | 0             |   | 4        | Філадельфія  | 3             |              |                    |                    |                     |                     |                     |  |  |                    |                    |                    |
|  | 4          | Бостон                                | 0             |   | 4        | Філадельфія  | 3             |              |                    |                    |                     |                     |                     |  |  |                    |                    |                    |
|  | 5          | Міннесота                             | 3             |   |          | 5            | Калгарі       | 4            |                    |                    |                     |                     |                     |  |  |                    |                    |                    |

### 1/8 фіналу
| Нью-Йорк Айлендерс та Торонто Мейпл-Ліфс | Нью-Йорк Айлендерс та Торонто Мейпл-Ліфс | Нью-Йорк Айлендерс та Торонто Мейпл-Ліфс | Нью-Йорк Айлендерс та Торонто Мейпл-Ліфс | Нью-Йорк Айлендерс та Торонто Мейпл-Ліфс | Нью-Йорк Айлендерс та Торонто Мейпл-Ліфс | Нью-Йорк Айлендерс та Торонто Мейпл-Ліфс |
| Дата                                     | Господарі                                | Господарі                                | Гості                                    | Гості                                    | Примітки                                 |                                          |
| ---------------------------------------- | ---------------------------------------- | ---------------------------------------- | ---------------------------------------- | ---------------------------------------- | ---------------------------------------- | ---------------------------------------- |
| 8 квітня                                 | Торонто                                  | 2                                        | 9                                        | Н-Й Айлендерс                            |                                          |                                          |
| 9 квітня                                 | Торонто                                  | 1                                        | 5                                        | Н-Й Айлендерс                            |                                          |                                          |
| 11 квітня                                | Н-Й Айлендерс                            | 6                                        | 1                                        | Торонто                                  |                                          |                                          |
| Н-Й Айлендерс виграв серію 3:0.          |                                          |                                          |                                          |                                          |                                          |                                          |

| Сент-Луїс Блюз та Піттсбург Пінгвінс | Сент-Луїс Блюз та Піттсбург Пінгвінс | Сент-Луїс Блюз та Піттсбург Пінгвінс | Сент-Луїс Блюз та Піттсбург Пінгвінс | Сент-Луїс Блюз та Піттсбург Пінгвінс | Сент-Луїс Блюз та Піттсбург Пінгвінс | Сент-Луїс Блюз та Піттсбург Пінгвінс |
| Дата                                 | Господарі                            | Господарі                            | Гості                                | Гості                                | Примітки                             |                                      |
| ------------------------------------ | ------------------------------------ | ------------------------------------ | ------------------------------------ | ------------------------------------ | ------------------------------------ | ------------------------------------ |
| 8 квітня                             | Піттсбург                            | 2                                    | 4                                    | Сент-Луїс                            |                                      |                                      |
| 9 квітня                             | Піттсбург                            | 6                                    | 4                                    | Сент-Луїс                            |                                      |                                      |
| 11 квітня                            | Сент-Луїс                            | 5                                    | 4                                    | Піттсбург                            |                                      |                                      |
| 12 квітня                            | Сент-Луїс                            | 3                                    | 6                                    | Піттсбург                            |                                      |                                      |
| 14 квітня                            | Піттсбург                            | 3                                    | 4                                    | Сент-Луїс                            | OT                                   |                                      |
| Сент-Луїс виграв серію 3:2.          |                                      |                                      |                                      |                                      |                                      |                                      |

| Монреаль Канадієнс та Едмонтон Ойлерс | Монреаль Канадієнс та Едмонтон Ойлерс | Монреаль Канадієнс та Едмонтон Ойлерс | Монреаль Канадієнс та Едмонтон Ойлерс | Монреаль Канадієнс та Едмонтон Ойлерс | Монреаль Канадієнс та Едмонтон Ойлерс | Монреаль Канадієнс та Едмонтон Ойлерс |
| Дата                                  | Господарі                             | Господарі                             | Гості                                 | Гості                                 | Примітки                              |                                       |
| ------------------------------------- | ------------------------------------- | ------------------------------------- | ------------------------------------- | ------------------------------------- | ------------------------------------- | ------------------------------------- |
| 8 квітня                              | Едмонтон                              | 6                                     | 3                                     | Монреаль                              |                                       |                                       |
| 9 квітня                              | Едмонтон                              | 3                                     | 1                                     | Монреаль                              |                                       |                                       |
| 11 квітня                             | Монреаль                              | 2                                     | 6                                     | Едмонтон                              |                                       |                                       |
| Едмонтон виграв серію 3:0.            |                                       |                                       |                                       |                                       |                                       |                                       |

| Лос-Анджелес Кінгс та Нью-Йорк Рейнджерс | Лос-Анджелес Кінгс та Нью-Йорк Рейнджерс | Лос-Анджелес Кінгс та Нью-Йорк Рейнджерс | Лос-Анджелес Кінгс та Нью-Йорк Рейнджерс | Лос-Анджелес Кінгс та Нью-Йорк Рейнджерс | Лос-Анджелес Кінгс та Нью-Йорк Рейнджерс | Лос-Анджелес Кінгс та Нью-Йорк Рейнджерс |
| Дата                                     | Господарі                                | Господарі                                | Гості                                    | Гості                                    | Примітки                                 |                                          |
| ---------------------------------------- | ---------------------------------------- | ---------------------------------------- | ---------------------------------------- | ---------------------------------------- | ---------------------------------------- | ---------------------------------------- |
| 8 квітня                                 | Н-Й Рейнджерс                            | 3                                        | 1                                        | Лос-Анджелес                             |                                          |                                          |
| 10 квітня                                | Н-Й Рейнджерс                            | 4                                        | 5                                        | Лос-Анджелес                             |                                          |                                          |
| 11 квітня                                | Лос-Анджелес                             | 3                                        | 10                                       | Н-Й Рейнджерс                            |                                          |                                          |
| 12 квітня                                | Лос-Анджелес                             | 3                                        | 6                                        | Н-Й Рейнджерс                            |                                          |                                          |
| Н-Й Рейнджерс виграв серію 3:1.          |                                          |                                          |                                          |                                          |                                          |                                          |

| Баффало Сейбрс та Ванкувер Канакс | Баффало Сейбрс та Ванкувер Канакс | Баффало Сейбрс та Ванкувер Канакс | Баффало Сейбрс та Ванкувер Канакс | Баффало Сейбрс та Ванкувер Канакс | Баффало Сейбрс та Ванкувер Канакс | Баффало Сейбрс та Ванкувер Канакс |
| Дата                              | Господарі                         | Господарі                         | Гості                             | Гості                             | Примітки                          |                                   |
| --------------------------------- | --------------------------------- | --------------------------------- | --------------------------------- | --------------------------------- | --------------------------------- | --------------------------------- |
| 8 квітня                          | Ванкувер                          | 2                                 | 3                                 | Баффало                           | OT                                |                                   |
| 9 квітня                          | Ванкувер                          | 2                                 | 5                                 | Баффало                           |                                   |                                   |
| 11 квітня                         | Баффало                           | 5                                 | 3                                 | Ванкувер                          |                                   |                                   |
| Баффало виграв серію 3:0.         |                                   |                                   |                                   |                                   |                                   |                                   |

| Філадельфія Флайєрс та Квебек Нордікс | Філадельфія Флайєрс та Квебек Нордікс | Філадельфія Флайєрс та Квебек Нордікс | Філадельфія Флайєрс та Квебек Нордікс | Філадельфія Флайєрс та Квебек Нордікс | Філадельфія Флайєрс та Квебек Нордікс | Філадельфія Флайєрс та Квебек Нордікс |
| Дата                                  | Господарі                             | Господарі                             | Гості                                 | Гості                                 | Примітки                              |                                       |
| ------------------------------------- | ------------------------------------- | ------------------------------------- | ------------------------------------- | ------------------------------------- | ------------------------------------- | ------------------------------------- |
| 8 квітня                              | Квебек                                | 4                                     | 6                                     | Філадельфія                           |                                       |                                       |
| 9 квітня                              | Квебек                                | 5                                     | 8                                     | Філадельфія                           |                                       |                                       |
| 11 квітня                             | Філадельфія                           | 0                                     | 2                                     | Квебек                                |                                       |                                       |
| 12 квітня                             | Філадельфія                           | 3                                     | 4                                     | Квебек                                | OT                                    |                                       |
| 14 квітня                             | Квебек                                | 2                                     | 5                                     | Філадельфія                           |                                       |                                       |
| Філадельфія виграла серію 3:2.        |                                       |                                       |                                       |                                       |                                       |                                       |

| Калгарі Флеймс та Чикаго Блек Гокс | Калгарі Флеймс та Чикаго Блек Гокс | Калгарі Флеймс та Чикаго Блек Гокс | Калгарі Флеймс та Чикаго Блек Гокс | Калгарі Флеймс та Чикаго Блек Гокс | Калгарі Флеймс та Чикаго Блек Гокс | Калгарі Флеймс та Чикаго Блек Гокс |
| Дата                               | Господарі                          | Господарі                          | Гості                              | Гості                              | Примітки                           |                                    |
| ---------------------------------- | ---------------------------------- | ---------------------------------- | ---------------------------------- | ---------------------------------- | ---------------------------------- | ---------------------------------- |
| 8 квітня                           | Чикаго                             | 3                                  | 4                                  | Калгарі                            |                                    |                                    |
| 9 квітня                           | Чикаго                             | 2                                  | 6                                  | Калгарі                            |                                    |                                    |
| 11 квітня                          | Калгарі                            | 5                                  | 4                                  | Чикаго                             | 2OT                                |                                    |
| Калгарі виграв серію 3:0.          |                                    |                                    |                                    |                                    |                                    |                                    |

| Бостон Брюїнс та Міннесота Норз-Старс | Бостон Брюїнс та Міннесота Норз-Старс | Бостон Брюїнс та Міннесота Норз-Старс | Бостон Брюїнс та Міннесота Норз-Старс | Бостон Брюїнс та Міннесота Норз-Старс | Бостон Брюїнс та Міннесота Норз-Старс | Бостон Брюїнс та Міннесота Норз-Старс |
| Дата                                  | Господарі                             | Господарі                             | Гості                                 | Гості                                 | Примітки                              |                                       |
| ------------------------------------- | ------------------------------------- | ------------------------------------- | ------------------------------------- | ------------------------------------- | ------------------------------------- | ------------------------------------- |
| 8 квітня                              | Міннесота                             | 5                                     | 4                                     | Бостон                                |                                       |                                       |
| 9 квітня                              | Міннесота                             | 9                                     | 6                                     | Бостон                                |                                       |                                       |
| 11 квітня                             | Бостон                                | 3                                     | 6                                     | Міннесота                             |                                       |                                       |
| Міннесота виграла серію 3:0.          |                                       |                                       |                                       |                                       |                                       |                                       |

### Чвертьфінали
| Нью-Йорк Айлендерс та Едмонтон Ойлерс | Нью-Йорк Айлендерс та Едмонтон Ойлерс | Нью-Йорк Айлендерс та Едмонтон Ойлерс | Нью-Йорк Айлендерс та Едмонтон Ойлерс | Нью-Йорк Айлендерс та Едмонтон Ойлерс | Нью-Йорк Айлендерс та Едмонтон Ойлерс | Нью-Йорк Айлендерс та Едмонтон Ойлерс |
| Дата                                  | Господарі                             | Господарі                             | Гості                                 | Гості                                 | Примітки                              |                                       |
| ------------------------------------- | ------------------------------------- | ------------------------------------- | ------------------------------------- | ------------------------------------- | ------------------------------------- | ------------------------------------- |
| 16 квітня                             | Едмонтон                              | 2                                     | 8                                     | Н-Й Айлендерс                         |                                       |                                       |
| 17 квітня                             | Едмонтон                              | 3                                     | 6                                     | Н-Й Айлендерс                         |                                       |                                       |
| 19 квітня                             | Н-Й Айлендерс                         | 2                                     | 5                                     | Едмонтон                              |                                       |                                       |
| 20 квітня                             | Н-Й Айлендерс                         | 5                                     | 4                                     | Едмонтон                              | OT                                    |                                       |
| 22 квітня                             | Едмонтон                              | 4                                     | 3                                     | Н-Й Айлендерс                         |                                       |                                       |
| 24 квітня                             | Н-Й Айлендерс                         | 5                                     | 2                                     | Едмонтон                              |                                       |                                       |
| Н-Й Айлендерс виграв серію 4:2.       |                                       |                                       |                                       |                                       |                                       |                                       |

| Сент-Луїс Блюз та Нью-Йорк Рейнджерс | Сент-Луїс Блюз та Нью-Йорк Рейнджерс | Сент-Луїс Блюз та Нью-Йорк Рейнджерс | Сент-Луїс Блюз та Нью-Йорк Рейнджерс | Сент-Луїс Блюз та Нью-Йорк Рейнджерс | Сент-Луїс Блюз та Нью-Йорк Рейнджерс | Сент-Луїс Блюз та Нью-Йорк Рейнджерс |
| Дата                                 | Господарі                            | Господарі                            | Гості                                | Гості                                | Примітки                             |                                      |
| ------------------------------------ | ------------------------------------ | ------------------------------------ | ------------------------------------ | ------------------------------------ | ------------------------------------ | ------------------------------------ |
| 16 квітня                            | Н-Й Рейнджерс                        | 3                                    | 6                                    | Сент-Луїс                            |                                      |                                      |
| 17 квітня                            | Н-Й Рейнджерс                        | 4                                    | 1                                    | Сент-Луїс                            |                                      |                                      |
| 19 квітня                            | Сент-Луїс                            | 3                                    | 6                                    | Н-Й Рейнджерс                        |                                      |                                      |
| 20 квітня                            | Сент-Луїс                            | 1                                    | 4                                    | Н-Й Рейнджерс                        |                                      |                                      |
| 22 квітня                            | Н-Й Рейнджерс                        | 3                                    | 4                                    | Сент-Луїс                            |                                      |                                      |
| 24 квітня                            | Сент-Луїс                            | 4                                    | 7                                    | Н-Й Рейнджерс                        |                                      |                                      |
| Н-Й Рейнджерс виграв серію 4:2.      |                                      |                                      |                                      |                                      |                                      |                                      |

| Міннесота Норз-Старс та Баффало Сейбрс | Міннесота Норз-Старс та Баффало Сейбрс | Міннесота Норз-Старс та Баффало Сейбрс | Міннесота Норз-Старс та Баффало Сейбрс | Міннесота Норз-Старс та Баффало Сейбрс | Міннесота Норз-Старс та Баффало Сейбрс | Міннесота Норз-Старс та Баффало Сейбрс |
| Дата                                   | Господарі                              | Господарі                              | Гості                                  | Гості                                  | Примітки                               |                                        |
| -------------------------------------- | -------------------------------------- | -------------------------------------- | -------------------------------------- | -------------------------------------- | -------------------------------------- | -------------------------------------- |
| 16 квітня                              | Міннесота                              | 4                                      | 3                                      | Баффало                                | OT                                     |                                        |
| 17 квітня                              | Міннесота                              | 5                                      | 2                                      | Баффало                                |                                        |                                        |
| 19 квітня                              | Баффало                                | 4                                      | 6                                      | Міннесота                              |                                        |                                        |
| 20 квітня                              | Баффало                                | 5                                      | 4                                      | Міннесота                              | OT                                     |                                        |
| 22 квітня                              | Міннесота                              | 4                                      | 3                                      | Баффало                                |                                        |                                        |
| Міннесота виграла серію 4:1.           |                                        |                                        |                                        |                                        |                                        |                                        |

| Філадельфія Флайєрс та Калгарі Флеймс | Філадельфія Флайєрс та Калгарі Флеймс | Філадельфія Флайєрс та Калгарі Флеймс | Філадельфія Флайєрс та Калгарі Флеймс | Філадельфія Флайєрс та Калгарі Флеймс | Філадельфія Флайєрс та Калгарі Флеймс | Філадельфія Флайєрс та Калгарі Флеймс |
| Дата                                  | Господарі                             | Господарі                             | Гості                                 | Гості                                 | Примітки                              |                                       |
| ------------------------------------- | ------------------------------------- | ------------------------------------- | ------------------------------------- | ------------------------------------- | ------------------------------------- | ------------------------------------- |
| 16 квітня                             | Калгарі                               | 0                                     | 4                                     | Філадельфія                           |                                       |                                       |
| 17 квітня                             | Калгарі                               | 5                                     | 4                                     | Філадельфія                           |                                       |                                       |
| 19 квітня                             | Філадельфія                           | 1                                     | 2                                     | Калгарі                               |                                       |                                       |
| 21 квітня                             | Філадельфія                           | 4                                     | 5                                     | Калгарі                               |                                       |                                       |
| 22 квітня                             | Калгарі                               | 4                                     | 9                                     | Філадельфія                           |                                       |                                       |
| 24 квітня                             | Філадельфія                           | 3                                     | 2                                     | Калгарі                               |                                       |                                       |
| 26 квітня                             | Калгарі                               | 4                                     | 1                                     | Філадельфія                           |                                       |                                       |
| Калгарі виграв серію 4:3.             |                                       |                                       |                                       |                                       |                                       |                                       |

### Півфінали
| Нью-Йорк Айлендерс та Нью-Йорк Рейнджерс | Нью-Йорк Айлендерс та Нью-Йорк Рейнджерс | Нью-Йорк Айлендерс та Нью-Йорк Рейнджерс | Нью-Йорк Айлендерс та Нью-Йорк Рейнджерс | Нью-Йорк Айлендерс та Нью-Йорк Рейнджерс | Нью-Йорк Айлендерс та Нью-Йорк Рейнджерс | Нью-Йорк Айлендерс та Нью-Йорк Рейнджерс |
| Дата                                     | Господарі                                | Господарі                                | Гості                                    | Гості                                    | Примітки                                 |                                          |
| ---------------------------------------- | ---------------------------------------- | ---------------------------------------- | ---------------------------------------- | ---------------------------------------- | ---------------------------------------- | ---------------------------------------- |
| 28 квітня                                | Н-Й Рейнджерс                            | 2                                        | 5                                        | Н-Й Айлендерс                            |                                          |                                          |
| 30 квітня                                | Н-Й Рейнджерс                            | 3                                        | 7                                        | Н-Й Айлендерс                            |                                          |                                          |
| 2 травня                                 | Н-Й Айлендерс                            | 5                                        | 1                                        | Н-Й Рейнджерс                            |                                          |                                          |
| 5 травня                                 | Н-Й Айлендерс                            | 5                                        | 2                                        | Н-Й Рейнджерс                            |                                          |                                          |
| Н-Й Айлендерс виграв серію 4:0.          |                                          |                                          |                                          |                                          |                                          |                                          |

| Калгарі Флеймс та Міннесота Норз-Старс | Калгарі Флеймс та Міннесота Норз-Старс | Калгарі Флеймс та Міннесота Норз-Старс | Калгарі Флеймс та Міннесота Норз-Старс | Калгарі Флеймс та Міннесота Норз-Старс | Калгарі Флеймс та Міннесота Норз-Старс | Калгарі Флеймс та Міннесота Норз-Старс |
| Дата                                   | Господарі                              | Господарі                              | Гості                                  | Гості                                  | Примітки                               |                                        |
| -------------------------------------- | -------------------------------------- | -------------------------------------- | -------------------------------------- | -------------------------------------- | -------------------------------------- | -------------------------------------- |
| 28 квітня                              | Міннесота                              | 4                                      | 1                                      | Калгарі                                |                                        |                                        |
| 30 квітня                              | Міннесота                              | 2                                      | 3                                      | Калгарі                                |                                        |                                        |
| 3 травня                               | Калгарі                                | 4                                      | 6                                      | Міннесота                              |                                        |                                        |
| 5 травня                               | Калгарі                                | 4                                      | 7                                      | Міннесота                              |                                        |                                        |
| 7 травня                               | Міннесота                              | 1                                      | 3                                      | Калгарі                                |                                        |                                        |
| 9 травня                               | Калгарі                                | 3                                      | 5                                      | Міннесота                              |                                        |                                        |
| Міннесота виграла серію 4:2.           |                                        |                                        |                                        |                                        |                                        |                                        |

### Фінал Кубка Стенлі
| Нью-Йорк Айлендерс та Міннесота Норз-Старс | Нью-Йорк Айлендерс та Міннесота Норз-Старс | Нью-Йорк Айлендерс та Міннесота Норз-Старс | Нью-Йорк Айлендерс та Міннесота Норз-Старс | Нью-Йорк Айлендерс та Міннесота Норз-Старс | Нью-Йорк Айлендерс та Міннесота Норз-Старс | Нью-Йорк Айлендерс та Міннесота Норз-Старс |
| Дата                                       | Господарі                                  | Господарі                                  | Гості                                      | Гості                                      | Примітки                                   |                                            |
| ------------------------------------------ | ------------------------------------------ | ------------------------------------------ | ------------------------------------------ | ------------------------------------------ | ------------------------------------------ | ------------------------------------------ |
| 12 травня                                  | Міннесота                                  | 3                                          | 6                                          | Н-Й Айлендерс                              |                                            |                                            |
| 14 травня                                  | Міннесота                                  | 3                                          | 6                                          | Н-Й Айлендерс                              |                                            |                                            |
| 17 травня                                  | Н-Й Айлендерс                              | 5                                          | 3                                          | Міннесота                                  |                                            |                                            |
| 19 травня                                  | Н-Й Айлендерс                              | 2                                          | 4                                          | Міннесота                                  |                                            |                                            |
| 21 травня                                  | Міннесота                                  | 1                                          | 5                                          | Н-Й Айлендерс                              |                                            |                                            |
| Н-Й Айлендерс виграв серію 4:1.            |                                            |                                            |                                            |                                            |                                            |                                            |

### Найкращі бомбардири плей-оф
| Гравець         | Команда       | І  | Г  | П  | О  | ШХ |
| --------------- | ------------- | -- | -- | -- | -- | -- |
| Майк Боссі      | Н-Й Айлендерс | 18 | 17 | 18 | 35 | 4  |
| Стів Пейн       | Міннесота     | 19 | 17 | 12 | 29 | 6  |
| Браян Троттьє   | Н-Й Айлендерс | 18 | 11 | 18 | 29 | 34 |
| Деніс Потвін    | Н-Й Айлендерс | 18 | 8  | 17 | 25 | 16 |
| Боббі Сміт      | Міннесота     | 19 | 18 | 17 | 25 | 13 |
| Діно Чіккареллі | Міннесота     | 19 | 14 | 7  | 21 | 25 |
| Вейн Грецкі     | Едмонтон      | 9  | 7  | 14 | 21 | 4  |
| Батч Горінг     | Н-Й Айлендерс | 18 | 10 | 10 | 20 | 6  |
| Кен Лайнсмен    | Філадельфія   | 12 | 4  | 16 | 20 | 67 |

## Призи та нагороди сезону
| Нагороди                 | Гравець                                 | Команда            |
| ------------------------ | --------------------------------------- | ------------------ |
| Пам'ятний трофей Колдера | Петер Штястний                          | Квебек Нордікс     |
| Нагорода Теда Ліндсея    | Майк Лют                                | Сент-Луїс Блюз     |
| Трофей Арта Росса        | Вейн Грецкі                             | Едмонтон Ойлерс    |
| Пам'ятний трофей Гарта   | Вейн Грецкі                             | Едмонтон Ойлерс    |
| Трофей Конна Смайта      | Батч Горінг                             | Нью-Йорк Айлендерс |
| Приз Білла Мастерсона    | Блейк Данлоп                            | Сент-Луїс Блюз     |
| Приз Франка Селке        | Боб Гейні                               | Монреаль Канадієнс |
| Нагорода Джека Адамса    | Гордон Беренсон                         | Сент-Луїс Блюз     |
| Приз Джеймса Норріса     | Ренді Карлайл                           | Піттсбург Пінгвінс |
| Приз Леді Бінг           | Рік Кіо                                 | Піттсбург Пінгвінс |
| Трофей Лестера Патріка   | Чарлз Шульц                             | Чарлз Шульц        |
| Трофей Везини            | Деніс Геррон Мішель Ларок Річард Севінї | Монреаль Канадієнс |
| Нагорода Плюс-Мінус      | Браян Енгблом                           | Монреаль Канадієнс |

| Нагорода                  | Клуб               |
| ------------------------- | ------------------ |
| Приз Кларенса С. Кемпбела | Нью-Йорк Айлендерс |
| Приз принца Уельського    | Монреаль Канадієнс |
| Кубок Стенлі              | Нью-Йорк Айлендерс |

## Команда всіх зірок
| Перша команда                     | Позиція              | Друга команда                      |
| --------------------------------- | -------------------- | ---------------------------------- |
| Майк Лют, Сент-Луїс Блюз          | Воротар              | Маріо Лессар, Лос-Анджелес Кінгс   |
| Деніс Потвін, Нью-Йорк Айлендерс  | Захисник             | Ларрі Робінсон, Монреаль Канадієнс |
| Ренді Карлайл, Піттсбург Пінгвінс | Захисник             | Рей Бурк, Бостон Брюїнс            |
| Вейн Грецкі, Едмонтон Ойлерс      | Центральний нападник | Марсель Діонн, Лос-Анджелес Кінгс  |
| Майк Боссі, Нью-Йорк Айлендерс    | Правий нападник      | Дейв Тейлор, Лос-Анджелес Кінгс    |
| Чарлі Сіммер, Лос-Анджелес Кінгс  | Лівий нападник       | Білл Барбер, Філадельфія Флайєрс   |